# 卡龍加龍屬

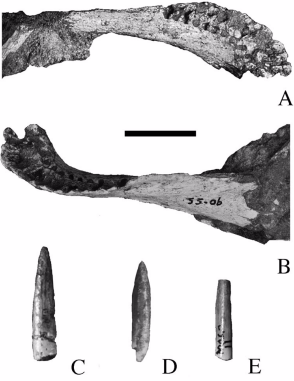
卡龙加龙正模下颌

卡龍加龍屬（學名：Karongasaurus）意為「卡龍加蜥蜴」，生存于白堊紀早期，屬於蜥腳下目的泰坦巨龍類。化石發現於馬拉威，僅發現一個部份齒骨與少數牙齒。模式種是基氏卡龍加龍（K. gittelmani），是由Elizabeth Gomani在2005年命名。
卡龍加龍是目前第一個在網路上正式公佈、命名的恐龍。

## 外部連結
- Titanosauria
- Dinosaur Mailing List entry which announces the genus （页面存档备份，存于）